# جيرون
{جيرون الضنية: قرية لبنانية بين الطبيعة والتاريخ
تقع جيرون في قضاء الضنية ضمن محافظة الشمال في لبنان، وهي واحدة من القرى الجميلة التي تتميز بطبيعتها الخلابة وجغرافيتها الجبلية. تحيط بها المرتفعات والتلال، مما يجعلها وجهة مميزة لمحبي الطبيعة والمغامرات.
الموقع والجغرافيا
تقع جيرون في أقصى شمال قضاء الضنية، ويحدها:
شمالًا: قرن جيرون
شرقًا: سلسلة جبال الأربعين
غربًا: بلدة عصيموت
جنوبًا: وادي سري

تتميز جيرون بارتفاعها النسبي عن سطح البحر، مما يمنحها مناخًا معتدلًا في الصيف وباردًا في الشتاء، حيث يمكن أن تشهد تساقطًا للثلوج في بعض المواسم.
الإدارة والتقسيم الإداري
لا يوجد في جيرون مختار خاص بها ولا بلدية، وهي تتبع إداريًا بشكل مشترك بين قريتين مجاورتين:
النصف الأول يتبع قرحيا
النصف الثاني يتبع دبعل

أما من الناحية الإدارية، فإن المختار الذي يخدم جزءًا من جيرون هو المختار خضر أحمد خضر، وهو مختار قرحيا.
المساحة والسكان
تبلغ مساحة جيرون أكثر من 5 كيلومترات مربعة، ومعظم أراضيها مغطاة بالغابات والأراضي الصخرية. يُقدَّر عدد سكانها بحوالي 1000 نسمة، يعيش معظمهم في منازل ريفية تقليدية، ويعتمدون على الزراعة وبعض الأنشطة التجارية. تتألف البلدة من ست عائلات رئيسية، وهي:
خضر
عبلا
خليل
زنوب
حسنة
دواش

الاقتصاد والمعيشة
يعتمد سكان جيرون بشكل رئيسي على الزراعة، حيث تُزرع فيها بعض المحاصيل التقليدية مثل الزيتون، واللوز، والتين، إضافةً إلى تربية المواشي. كما أن بعض أبناء القرية يعملون في المدن القريبة، خاصة في طرابلس، نظرًا لقربها الجغرافي.
السياحة والطبيعة
تعتبر جيرون وجهة رائعة لمحبي الطبيعة وهواة رياضة المشي في الجبال، حيث توفر مناظر خلابة ومسارات جبلية تطل على وديان رائعة. كما أن هدوء القرية يجعلها مكانًا مثاليًا للاسترخاء بعيدًا عن صخب المدن.
الوصول إلى جيرون
يمكن الوصول إلى جيرون عبر طريق رئيسية تربطها بباقي قرى الضنية، وتمر عبر وادي سري ثم كفربنين. كما يمكن الوصول إليها من منطقة عكار عبر طريق قرن جيرون، ما يجعلها نقطة وصل بين الشمال والداخل اللبناني.
الخاتمة
تجمع جيرون بين سحر الطبيعة وجمال الريف اللبناني، وهي مثال حي على القرى التي تحافظ على طابعها التقليدي رغم التحديات العصرية. سواء كنت تبحث عن المغامرة في الجبال أو عن لحظات من الهدوء والسكينة، فإن جيرون تعد وجهة تستحق الزيارة.

## نبذة تاريخية
جيرون هو الاسم التاريخي لمدينة دمشق التي ينسبها المؤرخون العرب إلى الملك جيرون بن سعد بن عاد حفيد نوح (الجيل الخامس بعد نوح). تشير أولى الروايات إلى أن جيرون بن سعد بن عاد أقام أيضاً لفترة من الزمن في هذه المنطقة من قضاء الضنية التي اتخذت اسمه من بعده.
وفي رواية ثانية تنسب هذه القرية إلى «جيرون الأثيني» وهو مرشد ديني، ارسل إلى بلاد الشام «كمبشر» بالوثنية بعد نزول موسى ليرد الناس إلى وثنيتهم.
في إحدى أحدث الروايات تنسب هذه القرية إلى سكان مدينة جيرون أو (Gerona) كما يسميها الإسبان، وهي محافظة عريقة التاريخ تقع في شمال إسبانيا على الحدود مع فرنسا، اتسم شعبها بالصلابة والقوة على مر التاريخ، ومن جملة ما قاموا به أنهم قاوموا نابليون على امتداد سبعة أشهر. تحكي هذه الرواية بأنه عندما شارك سكان Gerona في الحملات الصليبية على البلاد الإسلامية، اتخذوا من هذه المنطقة مقراً لهم وأطلقوا عليها اسم جيرون نظراً لتشابه طبيعتها مع طبيعة منطقتهم (محاطة بالوديان من ثلاث جهات). يشار إلى أن إقامة الصليبيون في سواحل الشام استمرت من العام 492 هـ حتى العام 689 هـ.

## مميزاتها
تتميز هذه القرية كما معظم قرى القضاء، بموقعها المطل على بلدات عكار والساحل السوري. كما وتحتوي عدة أنواع من الأشجار المعمرة. تتميز البلده بطابع صيفي جميل وتتحتوي على أكبر غابة لزاب في لبنان وغابة شوح لا مثيل لها في الشرق الأوسط تحتوي على أكثر من 10 ألف شجره مهمله من قبل الدولة ولا تلقى أي رعايه من قبل الدولة

## إنتاجها
يعتاش معظم سكان المنطقة على الزراعة والتربية التقليدية للمواشي حيث تعتبر جيرون من أهم منتجي اللحوم في المنطقة. كما ويعتمد سكانها أيضاً على صناعة الفحم واستخراج الرمل اللذان يعتبران الناتج الأساسي بعد انحسار الزراعة وتربية المواشي مؤخراً،

## الخدمات
يوجد في جيرون مدرسة تكميلية واحدة تتسع لحوالي 200 طالب. تعاني هذه المنطقة كما معظم قرى القضاء من غياب تام للدولة. جيرون لا تملك مختار وتتبع اداريا إلى قرحيا ودبعل وهي بطور تكليف المختار (خضر احمد خضر عبلا) المتفق عليه بالتراضي من قبل أهل القرية والذي يعمل على نقل جميع الأسماء إلى ملف واحد تحت اسم قرية جيرون 
عبلا: خضر: حسنه: زنوب: خليل ال الدواش